# Hotel do Parque
O Hotel do Parque, também conhecido como Grande Hotel do Parque, foi um histórico hotel da vila do Gerês, na freguesia de Vilar da Veiga, em Portugal, sendo considerado o mais emblemático hotel daquela estância termal. Foi demolido em 2016, após derrocada parcial do edifício.

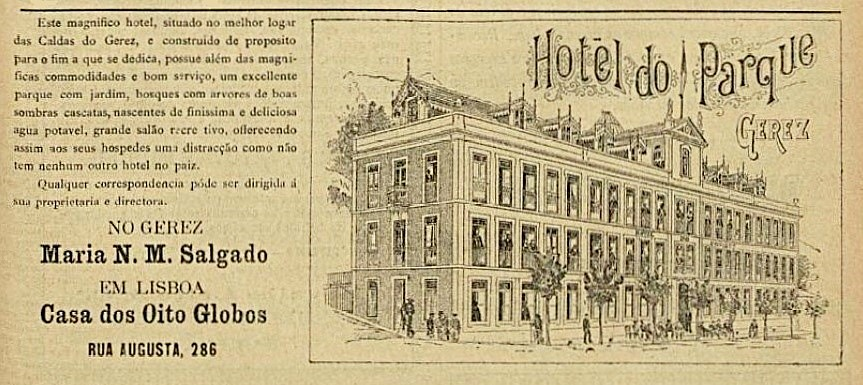
Anúncio do Hotel do Parque, 1900

O hotel terá sido idealizado por João de Brito Salgado, negociante da cidade de Lisboa, sediado na rua Augusta nº286 a 292, com a "Casa dos Oito Globos" e na rua de São Nicolau nº53 . Por volta de 1882, João de Brito Salgado torna-se Arrematante das águas minero-medicinais do Gerês. Criando e estruturando um plano que desenvolvesse aquela rudimentar unidade termal, depressa requer ao Governo uma concessão e autorização para edificar novos balneários e um hotel. Sem obter qualquer resposta o plano cairá por terra até que em 1892 surge a oportunidade de edificar à entrada do lugar das Caldas do Gerês, um pequeno Chalé que serviria para alugar quartos aos aquistas. Perante a impossibilidade de colocar em prática o projeto do balneário termal, opta por prosseguir com a construção de um hotel em plena localidade. Visto que possuía o Chalé, que servia para alugar a famílias que iam a banhos, decide ampliar o mesmo transformando-o num dos maiores hotéis geresianos. Infelizmente, devido a complicações de saúde derivadas de uma Bronquite, acabaria por falecer a 4 de Fevereiro de 1894, na sua residência e propriedade lisboeta, o Hotel Âncora de Ouro nº99 na esquina da rua do Ouro e a travessa da Assumção. Como herdeira da sua fortuna localizada em Lisboa e no Gerês, sucede-lhe a sua companheira Maria do Nascimento Martins na tarefa, megalômana, de materializar o projeto de um hotel geresiano. A tarefa, apesar de difícil, veria a luz do dia no Verão do ano de 1894. Abre assim ao público, a partir da ampliação do pequeno Chalé, o intitulado Hotel do Recreios. Perante a área arbórea que o hotel tinha, zonas ajardinadas, lago, grutas e percursos florestados, decide a sua proprietária no ano de 1895, alterar a denominação de Hotel dos Recreios para Hotel do Parque, termo mais apropriado com as características que o hotel agraciava todos os hóspedes que aí pretendiam pernoitar. Já sendo já uma unidade de referência em 1899, ano em que abriram ao público os novos balneários das termas do Gerês. Segundo o anúncio do hotel datado de maio deste ano na revista Brasil-Portugal, o hotel dispunha de espaços exteriores e interiores sumptuosos, tendo sido construído propositadamente para acomodar os visitantes da classe alta que chegavam em busca de tratamentos. O hotel tinha uma altura de quatro andares, existindo no exterior um parque, com jardins, bosques, cascatas e nascentes. À data, continuava sua proprietária e diretora Maria N. M. Salgado, com correspondência na sua loja de fazendas "Casa dos Oito Globos", situada à Rua Augusta nº286 a 292 em Lisboa.
Um dos seus hóspedes notáveis foi o político e antigo presidente da república portuguesa António José de Almeida, que aqui se hospedava quando vinha ao Gerês, onde gostava de cavalgar pela serra.
Em "Intervenção modernista: teoria do gosto", de António Ferro, é descrito como o melhor hotel do Gerês, "um hotel que uma inglesa de olhos cosmopolitas universaliza mais do que qualquer outro".
No ano de 1902, devido ao falecimento de Maria N. M. Salgado a 21 de Setembro, sucede-lhe como proprietário do Hotel do Parque e da referida Loja de fazendas "Casa dos Oito Globos", em Lisboa, o seu companheiro Vicente Paulino da Silveira. Vicente era oriundo dos Açores, ilha de São Miguel e freguesia do Rosário. Sendo agraciado com padrinhos que o trouxeram para Lisboa, rapidamente conseguiria arranjar trabalho até se tornar numa pedra basilar para a gerência e correto funcionamento da referida "Casa dos Oito Globos" propriedade de João e Brito Salgado. Com a morte de João de Brito Salgado, herda avultada fortuna, visto que seu patrão não tinha qualquer descendência direta. Com os anos, funda a Sociedade V. P. Silveira & Comandita, entre Maria N. M. Salgado. Com os anos, Vicente, assumiria particular relevância na gerência do Hotel do Parque, situação que levou a que aquando da morte de Maria N. M. Salgado, se tornasse no proprietário e gerente do Hotel do Parque.
No ano de 1904, Vicente Paulino da Silveira, solteiro, casa-se com a viúva Maria Hortênsia Teixeira da Silveira, na paróquia do Santíssimo Coração de Jesus, Bairro de Camões, cidade de Lisboa. Maria Hortênsia, também ela de origem açoriana, tinha sido casada com José Maria Teixeira. Ambos tinham emigrado anos antes, para o Brasil, onde nasceram os filhos do casal, Artur Maria Teixeira e Alcinda Hortênsia Teixeira. Ao regressarem a Portugal, José Maria Teixeira acabaria por adoecer falecendo no ano de 1902, deixando Maria Hortênsia viúva e com dois filhos por criar. 
Perante a união de Vicente Paulino da Silveira e Maria Hortênsia Teixeira da Silveira, o Hotel do Parque, ver-se-ia alvo de grandes melhoramentos. Com olhar atento e dedicado Maria Hortênsia torna-se num elemento fulcral, para o sucesso desta unidade hoteleira geresiana.
 

A 6 de Setembro de 1915, Vicente Paulino da Silveira morre, no Hotel do Parque, vitima de uma embolia cerebral. Sucedem-lhe como proprietários do hotel geresiano, a viúva Maria Hortênsia e seus filhos Artur Maria Teixeira e Alcinda Teixeira. Nesta altura, como gerente desta unidade hoteleira, surge o Padre José Menezes de Paiva, sobrinho de Vicente e Maria Hortênsia. 
A família Teixeira, alcançaria avultada fortuna, chegando ao ponto de erigir em plena localidade da Trafaria, o Chalé Hortense, que utilizava durante os períodos  primaveris.  Com o falecimento de Maria Hortênsia Teixeira da Silveira, no ano de 1924, os filhos da hoteleira assumiram a propriedade e gerência do Hotel do Parque. Devido a desinteligências entre os dois irmão optam, os mesmo,  por celebrar um contrato de concessão com uma das maiores empresas hoteleiras e de transportes da região. A partir de 1927, o Hotel do Parque entra assim no rol de hotéis tutelados pela Empresa Hoteleira do Gerês. Esta empresa geresiana, era proprietária de vários hotéis das Caldas do Gerês, nomeadamente, o Hotel Universal, o Hotel Ribeiro e o Grande Hotel Moderno. Após mútuo acordo, a partir do ano de 1928, o Hotel do Parque passa para a propriedade da referida empresa, terminando assim, qualquer ligação da família Teixeira com a localidade termal. 
O hotel manteve-se aberto ao público com todo o seu glamour, requinte e extravagância até ao ano de 1997, altura em que o termalismo nacional constata uma crise sem precedentes, que obrigou a que diversas unidades hoteleiras fechassem portas e abrissem falência.
Em abril de 2016, o hotel encontrava-se devoluto há cerca de duas décadas, e em avançado estado de degradação, tendo perdido já o telhado.
Na noite de 20 de abril, pelas 23:00, na sequência de uma temporada de chuvas particularmente intensa, o hotel colapsou parcialmente para a estrada que lhe ficava fronteira, sem causar vítimas. A 21 de abril, após reunião entre a câmara municipal de Terras do Bouro, e a empresa proprietária do hotel, foi decidida a sua demolição total. A 28 do mesmo mês, o hotel já havia sido totalmente demolido.